# Manzanares (Soria)
Manzanares es una localidad española del municipio de Retortillo de Soria, perteneciente a la provincia de Soria, en la comunidad autónoma de Castilla y León.

## Geografía
En el límite con la provincia de Guadalajara, a los pies de la sierra de Grado, donde se junta con la de Pela, a poco más de 8 km de Montejo de Tiermes. Desde el punto de vista jerárquico de la Iglesia católica forma parte de la diócesis de Osma la cual, a su vez pertenece a la archidiócesis de Burgos. Históricamente formaba parte del arciprestazgo de Caracena en la diócesis de Sigüenza y de la comunidad de villa y tierra de Caracena.
Se halla situado en terreno áspero, en las inmediaciones de la sierra de Pela, confinando su término con los de Tarancueña, Losana, Peralejo, Sotillos de Caracena y Campisábalos este ya en la provincia de Guadalajara. Comprende varios prados, excelentes pastos para la ganadería, y produce granos, legumbres, hortalizas y algo de fruta. Lo baña el río Manzanares.

## Historia
En el censo de 1787, ordenado por el conde de Floridablanca, figuraba como lugar  del Partido de Caracena en la Intendencia de Soria, con jurisdicción de señorío y bajo la autoridad del alcalde pedáneo, nombrado por el marqués de Caracena. Contaba entonces con 161 habitantes.
A la caída del Antiguo Régimen la localidad se constituye en municipio constitucional  en la región de Castilla la Vieja, partido de El Burgo de Osma, que en el censo de 1842 contaba con 22 hogares y 80 vecinos. La localidad aparece descrita en el undécimo volumen del Diccionario geográfico-estadístico-histórico de España y sus posesiones de Ultramar de Pascual Madoz de la siguiente manera:

MANZANARES: l. con ayunt. en la prov. de Soria (15 leg.), part. jud. del Burgo (6), aud. terr. y c. g. de Burgos (29), dióc. de Sigüenza (9): sit. en terreno áspero, á las inmediaciones de la sierra Pela, goza de buena ventilacion y clima sano : tiene 22 casas, la consistorial; escuela de instruccion primaria frecuentada por 10 alumnos á cargo de un maestro á la vez sacristan y secretario de ayunt., dotado con 16 fan. de trigo; una igl. parr. (Sta. Catalina) servida por un cura cuya plaza es de entrada y de provision real y ordinaria previo concurso. term. confina con los de Peralejo, Losana, Sotillos y sierra Pela: el terreno es áspero, quebrado y de secano a escepcion de varios prados y algunos cortos trozos, que se riegan con las aguas del Manzanares en cuyas márg. se ven buenas arboledas de olmos y algunos frutales. caminos: los que dirigen á los pueblos limítrofes, todos en mal estado por la escabrosidad del terreno. correo: se recibe y despacha en Caracena por un propio. prod.: trigo comun, centeno, cebada, avena, patatas, judias y otras legumbres, yerbas de pasto con las que se mantiene ganado lanar, vacuno y algo de mular y asnal; hay poca caza por lo mucho que abundan los animales dañinos que la destruyen. ind.: la agrícola y un molino harinero. comercio: esportacion del sobrante de frutos algun ganado y lana, é importacion de los art. de consumo que faltan. pobl.: 22 vec., 80 alm. cap. imp.: 4,184 rs. 30 maravedises. presupuesto municipal 150 rs., se cubre por reparto entre los vecinos.
(Madoz, 1848, p. 194)

A mediados del siglo XIX este municipio desaparece porque se integra en el municipio de Losana.
A finales del siglo XX este municipio, Losana, desaparece porque se integra en el municipio de Retortillo de Soria, las cuatro localidades contaban entonces con 74 hogares y 254 habitantes.
A finales de la década de 1950, se ejecutan obras para el suministro de energía eléctrica al pueblo de Manzanares. Por esas fechas también se construye una fuente en el centro del pueblo en la que los habitantes pueden llenar las vasijas de agua, sin tener que acarrearlas desde el río, como hasta entonces se hacía.

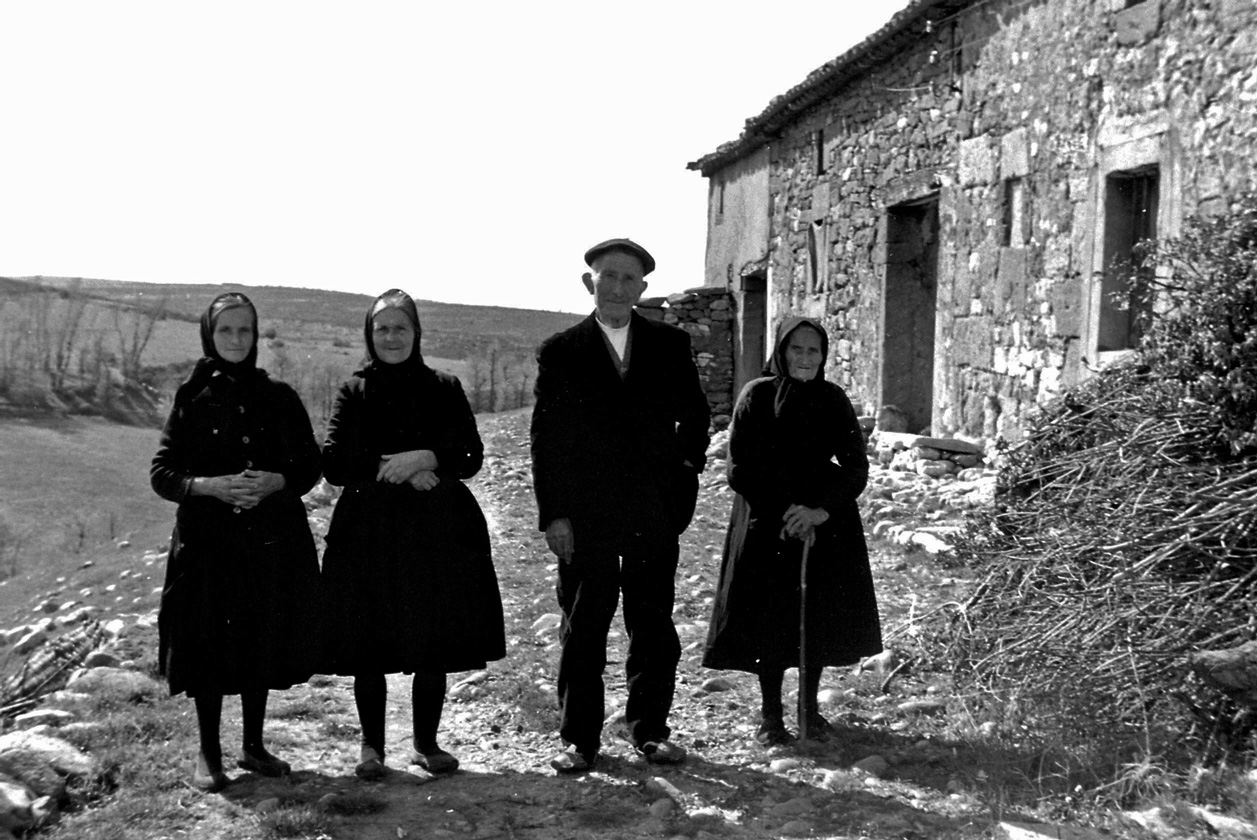
Vecinos de Manzanares en 1969

Hacia 1970 el pueblo queda deshabitado. El tendido eléctrico desaparece, la mayoría de las construcciones, incluida la iglesia, se tornan ruinosas. El pueblo se mantiene deshabitado durante unos años hasta que en algunas de sus casas se asienta un pequeño grupo anarquista.
Durante estos años de despoblación se ha mantenido, dentro del antiguo término del pueblo, una explotación de ganado ovino, cuyas instalaciones están ubicadas muy cerca del yacimiento arqueológico de Tiermes y comunicadas por un camino que enlaza con la carretera que llega a este lugar.
Ya en el siglo XXI se ha instalado un parque eólico sobre las cumbres de la sierra de Pela.

## Demografía
En el año 1981 contaba con 0 habitantes, concentrados en el núcleo principal, pasando a 7 en 2010, 2 varones y 5 mujeres.
| Gráfica de evolución demográfica de Manzanares (Soria) entre 2000 y 2010                         |
|                                                                                                  |
| Población de derecho (2000-2010) según los censos de población del INE a 1 de enero de cada año. |

## Patrimonio
En la jurisdicción de Manzanares, está el santuario de Tiermes.
El yacimiento arqueológico de Tiermes queda contiguo a la zona más al norte del término municipal de Manzanares.

## Comunidad Libertaria
Un grupo  de trabajadores dedicados a la construcción del pantano de la Cuerda del Pozo  se agrupan en torno a la CNT y al periódico Trabajo, publicado entre 1931 y 1936. Fruto de esta tradición surge esta comunidad.
En las II Jornadas Anticapitalistas celebradas en la Facultad de Biología de la Universidad Autónoma de Madrid, en el apartado “Okupar en el campo”, Juan, uno de los miembros de la Colectividad de Manzanares participó con una ponencia.

## Junta Vecinal de Montes Vecinales en mano común de Manzanares
Gran parte de los aerogeneradores instalados en el antiguo término de Manzanares han sido ubicados sobre terrenos que no son propiedad municipal, si no comprados en 1867 por vecinos de dicho pueblo e inscritos en el Registro de la Propiedad a nombre del "Común de vecinos de Manzanares". La trascendencia jurídica de dicho hecho es que el Ayuntamiento de Retortillo, dentro de cuyo término municipal quedan actualmente dichos terrenos, no es el propietario de los mismos, pese a haber actuado como tal en el proceso de instalación de este parque. En defensa de sus derechos, los antiguos habitantes de Manzanares y descendientes de estos han constituido "La Junta Vecinal de Montes Vecinales en mano común de Manzanares (Soria)" A esta constitución se opuso el Ayuntamiento de Retortillo, pero, pese a esta oposición, los estatutos fueron aprobados por el Juzgado de Primera Instancia n.º 1 de los de Burgo de Osma, teniendo lugar la primera Junta General en abril de 2010, en el Hotel Termes, junto al yacimiento arqueológico de Tiermes, con la presencia y representación de más de 100 "comuneros". Entre los fines de esta asociación se incluye dedicar parte de los beneficios, que se puedan obtener de la explotación de sus propiedades, a la mejora de los accesos al pueblo, que actualmente están abandonados por la ausencia de actuaciones, al respecto, del Ayuntamiento de Retortillo.
Posteriormente la sentencia citada fue anulada por instancias superiores, al estimar el recurso interpuesto por el Ayuntamiento de Retortillo, sobre la base de que los montes citados no son comunales si no una propiedad "pro indiviso". Ello supone que los herederos de los antiguos habitantes del pueblo, que compraron los terrenos, deben seguir otros procedimientos para ver reconocidos sus derechos sobre dichas propiedades. Estos procedimientos, de seguirse, pueden tardar varios años durante los cuales el Ayuntamiento de Retortillo seguirá percibiendo una retribución por el uso de unos terrenos que no son de su propiedad.